# إنسان عامل
الإنسان العامل (Homo ergaster )، هو نوع منقرض شبيه بالإنسان، عاش في مناطق شرق وجنوب القارة الأفريقية قبل 1.9 مليون سنة مضت، وهناك خلاف مستمر حول علاقته بالإنسان المنتصب (إيريكتوس)، مما يغير تاريخ انقراضه.
المرجح أن الإنسان المنتصب وإنسان هايدلبيرغ هما أحفاده الذين نشأوا عنه أثناء هجرته. ويمكن التفريق بين الإنسان العامل والمنتصب من سماكه عظم الجمجمة، بينما يختلف عن إنسان هايدلبيرغ بعظامه الأرفع ووجهه البارز وجبينه المنخفض.
تُعتبر حفرية كي إن إم-إي آر 2598 (KNM-ER 2598)، وهي عظمة قفوية، أول دليل على الإنسان المنتصب في أفريقيا منذ ما يقرب إلى 1.9 مليون سنة (تزامنًا مع إنسان بحيرة رودولف). هناك فجوة أحفورية بين فترة 1.9 مليون سنة و 1.6 مليون سنة، إن حفرية كي إن إم-إي آر 3733 (KNM ER 3733) هي أقدم الحفريات المعروفة لجمجمة الإنسان العامل، ويعود عمرها إلى 1.6 مليون سنة. ليس معروفًا إذا كان الإنسان العامل قد استمر منذ 1.4 مليون سنة بسبب الفجوة الأحفورية، فالحفريات الأفريقية الأخرى التي تسمح بتحليل مورفولوجي دقيق تعود إلى إنسان روديسيا منذ 0.6 مليون سنة.

## الاكتشاف والحفريات الممثلة
اكتشف عالم المستحاثات من جنوب أفريقيا جون روبنسون عام 1949 الفك السفلي لعضو البشر الجديد في جنوب أفريقيا، والذي أطلق عليه اسم تيلانثروبس كابينسيس والذي يُصنف الآن تحت اسم هومو إرغاستر (الإنسان العامل). انطبقت هذه الأصنوفة للمرة الأولى على الفك السفلي الموجود قرب بحيرة رودولف (المعروفة الآن ببحيرة توركانا)، بكينيا، والذي اكشتفه كولن غروفز وفراتيسلاف مازاك في 1975، ولُقبت كي إن إم-إي آر 992 (KNM ER 992)، وصارت بعد ذلك العينة النمطية للنوع. اكتُشف الهيكل العظمي شبه الكامل للإنسان العامل، المسمى كي إن إم-دبليو تي 15000 (KNM-WT 15000) المعروف بـ«صبي توركانا»، عام 1984 عند بحيرة توركانا، واكتشفه العالمان كامويا كيمو وآلان واكر. يعود تاريخه إلى 1.6 مليون سنة، وهو واحد من الحفريات شبه الكاملة لفرد بشري حتى الآن.

## التصنيف
بالرغم من أن الإنسان العامل حاز على بعض القبول كأصنوفة صحيحة منذ اقتراحه عام 1975، يُنظر في بعض الأحيان إلى إرغاستر وإيركتوس كجماعتين منفصلين من النوع الأكبر هومو إيركتوس. يعتبر البعض هومو إرغاستر شكلًا مختلفًا من هومو إيركتوس (هومو إيركتوس الأفريقي) الذي هاجر من أفريقيا ليتفرع إلى النوع الفرعي في أوروبا وآسيا. في هذا التصور، يشير مصطلح هومو إيركتوس «بالمعنى الضيق» إلى السلالات الأوروبية الآسيوية، أما مصطلح هومو إيركتوس «بالمعنى الواسع» إلى النوع الأكبر المتكون من الجماعات الأفريقية والآسيوية. استُخدم مصطلح «هومو إيركتوس/إرغاستر» للتعبير عن الريبة بشأن ترادف الاصطلاحين.
أعيد فتح هذا الموضوع باكتشافات جماجم دمانيسي وجنوب القوقاز منذ 2005. حيث اقترح اختلافهم المورفولوجي الواسع أن تباينات هومو إيركتوس الأوروبي الآسيوي تشمل الحفريات الأفريقية المسماة هومو إرغاستر. ويشير اكتشاف الجمجمة 5 في دمانيسي، التي يعود تاريخها إلى 1.8 مليون سنة، إلى دليل عن تطابق عمر هومو إيركتوس في آسيا وأوروبا مع هومو إرغاستر الموجود في أفريقيا، لذلك فإنه من غير الواضح أين حدث انتواع هومو إيركتوس/إرغاستر من هومو هابيلس في أفريقيا أو آسيا. يدعم ذلك التوجه الذي يعتبر هومو إرغاستر مرادفًا لهومو إيركتوس، النوع المتطور بعد مليوني سنة فقط، في أفريقيا أو في غرب آسيا، ثم انتشر خلال أفريقيا وآسيا وأوروبا.
ربما يتميز هومو إرغاستر عن هومو إيركتوس بنحافة عظام الجمجمة والافتقار إلى الثقبة فوق الحجاج، وعن إنسان هايدلبيرغ بالعظام الأنحف والوجه الأكثر بروزًا، والجبهة الأكثر سفلية. ينفصل هذا النوع عن الأنواع الأخرى من غير الهومو خلال بعض الصفات مثل مثنوية الشكل الجنسية القليلة، والوجه الأصغر والأقل بروزًا، والقنطرة السنية الأصغر، والسعة الأكبر للجمجمة (700-900 سم3 في العينات الأولى من الهومو إرغاستر، و900-1100 سم3 في العينات المتأخرة). وجدت البقايا في تنزانيا وإثيوبيا وكينيا وجنوب أفريقيا.
هومو إيركتوس/إرغاستر هو الأسبق لإنسان هايدلبيرغ (المعروف في أفريقيا باسم إنسان بحيرة رودولف)، والذي نشأ بعد 0.8 مليون سنة. استُبدلت الجماعات المتأخرة من هومو إيركتوس بإنسان هايدلبيرغ بنحو 0.5 مليون سنة. نشأ إنسان نياندرتال وهومو سابينس (الإنسان العاقل) من إنسان هايدلبيرغ قبل نحو 0.3 مليون سنة.

## الاشتقاق والانقراض
هناك انقسام واسع في المجتمع العلمي حول إعادة تفسير تطور الأنواع الأولى من جنس الهومو. يُعتبر هومو هابيلس (الإنسان الماهر) السلف المزعوم للهومو، والسلف المباشر لهومو إرغاستر. إلا أن عضوية هابيلس ووضعه في جنس الهومو مثيرة للجدل. من الواضح أن هابيلس وإرغاستر عاشا سويًا في شرق أفريقيا لمدة نصف مليون سنة تقريبًا، مما يشير إلى، بدلًا من الصلة التخلقية بينهما، أنهما تفرعا من سلف مشترك.
إن اشتقاق هومو إيركتوس (هومو إرغاستر) من هومو هابيلس يُعتقد أنه حدث بفترة وجيزة بعد مليوني سنة. قبل 1.8 مليون سنة، كان كل من هومو إرغاستر الأفريقي وهومو إيركتوس جورجيكس الآسيوي موجودين. إنها المنحدران الأوليان من هومو هابيلس، وربما اكتُشفوا في دمانيسي وجورجيا.
ظل الإنسان العامل في أفريقيا نحو 500 الف سنة قبل اختفائه من السجل الأحفوري منذ 1.4 مليون سنة، ولا يوجد سبب واضح لهذا الاختفاء. ربما يشير الدليل المتأخر عن إنسان هايدلبيرغ في نفس المنطقة عن الفجوة في السجل الأحفوري، مع وجود مغايرات وسيطة في الفترة منذ 1.4 إلى 1.6 مليون سنة لازالت محل اكتشاف.

## استخدام الأدوات
يستخدم الإنسان العامل أدوات أكثر تنوعًا وتعقيدًا من الحجارة عن سلفه الإنسان الماهر. أعاد الإنسان العامل تهذيب تقنية الأولدوان، ثم طور أول فأس أشوليني ثنائي الوجه. بينما بدأ استخدام الأدوات الأشولينية منذ 1.6 مليون سنة، تفرع نسب هومو إيركتوس بنحو 200 ألف سنة قبل الاختراع العام للتقنية الأشولينية.

## النزعة الاجتماعية
تقل مثنوية الشكل الجنسية في هومو إرغاستر كثيرًا عن الأسلاف من الأسترالوبيثسينات (بنحو 20%)، ولكنها لازالت أكثر من المثنوية في الإنسان الحديث. يُظن أن ضعف مثنوية الشكل الجنسية يرجع إلى قلة المنافسة على الأزواج بين الذكور.
لم يكن هومو إرغاستر شبيهًا بالإنسان في التركيب الجسدي فقط، ولكنه كان مشابهًا له في التنظيم الاجتماعي أيضًا عن أي نوع سابق. يُعتقد أن هومو إرغاستر هو أول الأنواع البشرية التي تذلل النار، سواءً احتواء النيران الطبيعية أو اختلاق النيران الصناعية، إلا أن تلك المسألة لازالت جدلية. يُفترض حاليًا أن هومو إيركتوس تحكم بالنار، كما فعل كل بشري آخر يتشارك السلف المشترك مع هومو إرغاستر.

## استخدام اللغة
بناءً على الفقرات العنقية لصبي التوركانا، والتي كانت أكثر ضيقًا من البشر المتأخرين، يُعتقد أن هومو إرغاستر كان محدود القدرات الجسدية ليستطيع تنظيم أنفاسه وبالتالي فإن قدرته على إصدار أصوات معقدة كانت محدودة. أفصحت الاكتشافات عن الفقرات العنقية الموجودة في دمانيسي، والتي يرجح أن عمرها أقدم من صبي التوركانا بنحو 300 ألف سنة، أنها في الحجم الطبيعي خلال مدى حجم فقرات الإنسان العنقية. الآن من الثابت أن صبي توركانا كان يعاني من مرض في العمود الفقري أدى إلى ضيق الفقرات العنقية عن الإنسان الحديث (أو عن الاكتشافات الأقدم في دمانيسي). بينما لم تُنسب اكتشافات دمانيسي إلى هومو إرغاستر بصورة حتمية، إنها بالتأكيد أقدم من صبي التوركانا (وهو صاحب الفقرات المؤكد نسبها إلى هومو إرغاستر في السجل الأحفوري)، وبالتالي يقترح ذلك الأمر قرابة بينها وبين هومو إرغاستر.

## صفات مميزة
أطلق عليه اسم «الإنسان العامل» (هومو إرغاستر) نظراً للعثور على بعض الأدوات كالفؤوس الحجرية إلى جانب بقايا عظامه. الأدوات التي استخدمها الإنسان العامل كانت أفضل من تلك التي استخدمها الإنسان المنتصب في آسيا وهذا من حجج الداعين التمييز بين النوعين. بقايا عظام الحيوانات المذبوحة والمشفاة من اللحم التي عثر عليها في مخيمات ومستوطنات هذا النوع توحي بقدرته على الاستفادة من النار.
أنفه طويل وفعال في ترطيب الهواء، وجسده عديم الشعر وينتج الملانين وتنتشر على بشرته الغدد العرقية مع اختفاء العضلات المختصة باللهاث. يداه أطول ووجه أكثر بروزاً قليلاً، وورك مناسب للمشي والركض على نحو ممتاز.
رغم كم ما امتاز به عن أنواع البشر التي سبقته فقد بقيت الفأس الحجرية التي اخترعها على حالها بدون أي تطوير لمدة تزيد مليون سنة.

## انقراضه
الخلاف الذي ذكر أعلاه يحول دون تحديد تاريخ انقراضه لكن الواضح أن سجل الأحافير يخلو بدءاً من 600 ألف سنة مضت من أي أثر لكلا النوعين.